# Andrzej Zagrojski

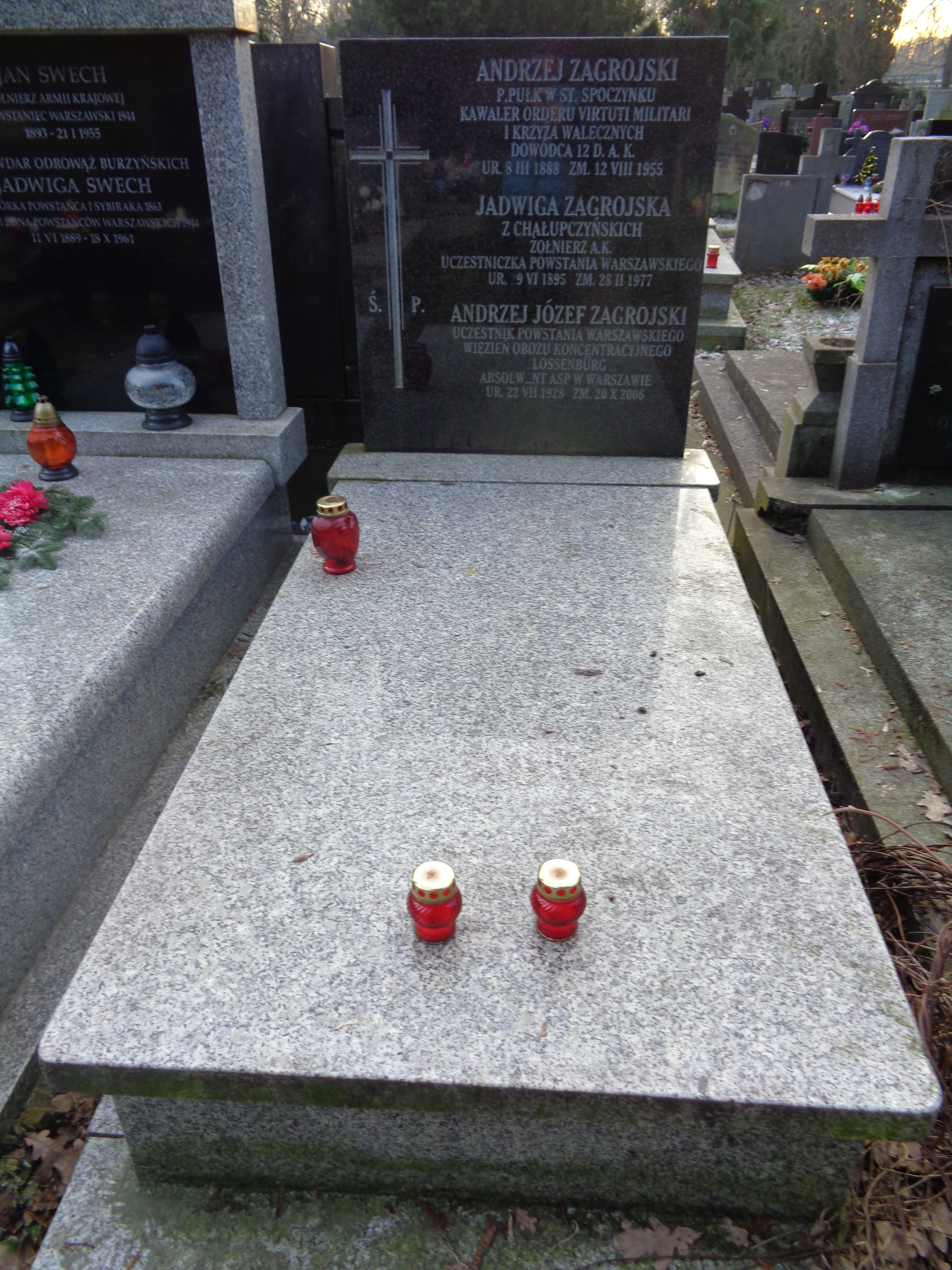
Grób Andrzeja Zagrojskiego na Cmentarzu Wojskowym na Powązkach

Andrzej Jan Zagrojski (Zagroyski) (ur. 8 marca 1888 w Gostyninie, zm. 12 sierpnia 1955) – podpułkownik artylerii Wojska Polskiego, kawaler Orderu Virtuti Militari.

## Życiorys
Urodził się w rodzinie Erazma i Adeli z Terleckich.
W lipcu 1919 został wyznaczony na stanowisko dowódcy 2. baterii 4 dywizjonu artylerii konnej. W styczniu 1920 na czele baterii wymaszerował na front wołyński, gdzie dołączył do 4 Brygady Jazdy. 28 maja w walce pod Olszanką został kontuzjowany.
W maju 1924 został przeniesiony z Centralnej Szkoły Kawalerii w Grudziądzu do 12 dywizjonu artylerii konnej w Ostrołęce na stanowisko dowódcy dywizjonu. 26 stycznia 1928 został mianowany podpułkownikiem ze starszeństwem z dniem 1 stycznia 1928 i 12. lokatą w korpusie oficerów artylerii. W marcu 1929 został przeniesiony macierzyście do kadry oficerów artylerii z równoczesnym przeniesieniem służbowym na stanowisko rejonowego inspektora koni w Stanisławowie. W lipcu tego roku został przeniesiony do Wojskowego Zakładu Remontowego Koni na stanowisko zastępcy zarządcy zapasu młodych koni. W styczniu 1931 został przeniesiony z Zapasu Młodych Koni do Komisji Remontowej Nr 2 w Poznaniu na stanowisko przewodniczącego. Z dniem 31 sierpnia 1938 został przeniesiony w stan spoczynku. W styczniu 1939 mieszkał w Warszawie przy ulicy Korzeniowskiego 9 m. 8.
Zmarł 12 sierpnia 1955. Sześć dni później został pochowany na Cmentarzu Wojskowym na Powązkach (kwatera A32-5-12).

## Ordery i odznaczenia
- Krzyż Srebrny Orderu Wojskowego Virtuti Militari nr 3158[11][12]
- Krzyż Walecznych dwukrotnie[11]
- Złoty Krzyż Zasługi – 11 listopada 1937 „za zasługi w służbie wojskowej”[13]
- Medal Pamiątkowy za Wojnę 1918–1921[1]
- Medal Dziesięciolecia Odzyskanej Niepodległości[1]
- Odznaka za Rany i Kontuzje z jedną gwiazdką[1]